# Puszcza Piska
Puszcza Piska este o arie protejată (arie de protecție specială avifaunistică — SPA) din Polonia întinsă pe o suprafață de 172.802,21 ha, integral pe uscat.

## Localizare
Centrul sitului Puszcza Piska este situat la coordonatele 53°37′41″N 21°27′10″E / 53.6281°N 21.4529°E.

## Înființare
Situl Puszcza Piska a fost declarat arie de protecție specială avifaunistică în noiembrie 2004 pentru a proteja 52 de specii de animale.

## Biodiversitate
Situată în ecoregiunea continentală, aria protejată nu include niciun habitat protejat.
La baza desemnării sitului se află mai multe specii protejate de  păsări (52): lăcar mare (Acrocephalus arundinaceus), minunița (Aegolius funereus), pescăruș albastru (Alcedo atthis), rață pitică (Anas crecca), fâsă-de-câmp (Anthus campestris), acvilă țipătoare mică (Aquila pomarina), cocoșul de mesteacăn (Bonasa bonasia), buhai de baltă (Botaurus stellaris), buha (Bubo bubo), Bucephala clangula, caprimulg (Caprimulgus europaeus), chirighiță neagră (Chlidonias niger), barză albă (Ciconia ciconia), barză neagră (Ciconia nigra), erete de stuf (Circus aeruginosus), erete cenușiu (Circus pygargus), porumbel de scorbură (Columba oenas), cristeiul de câmp (Crex crex), lebădă de vară (Cygnus olor), ciocănitoare cu spate alb (Dendrocopos leucotos), ciocănitoarea de stejar (Dendrocopos medius), ciocănitoare neagră (Dryocopus martius), presură de grădină (Emberiza hortulana), șoimul rândunelelor (Falco subbuteo), muscar-gulerat (Ficedula albicollis), muscar (Ficedula parva), becațină comună (Gallinago gallinago), ciuvică (Glaucidium passerinum), cocor (Grus grus), codalb (Haliaeetus albicilla), stârc pitic (Ixobrychus minutus), sfrâncioc roșiatic (Lanius collurio), pescăruș râzător (Larus ridibundus), ciocârlie de pădure (Lullula arborea), filomelă (Luscinia luscinia), gușă albastră (Luscinia svecica), ferestrașul mare (Mergus merganser), gaia neagră (Milvus migrans), gaia roșie (Milvus milvus), rață cu ciuf (Netta rufina), vultur pescar (Pandion haliaetus), viespar (Pernis apivorus), Phalacrocorax carbo sinensis, ciocănitoare verzuie (Picus canus), corcodel mare (Podiceps cristatus), cresteț cenușiu (Porzana parva), cresteț pestriț (Porzana porzana), chiră de baltă (Sterna hirundo), silvie porumbacă (Sylvia nisoria), cocoșul de mesteacăn (Tetrao tetrix tetrix), fluierarul de zăvoi (Tringa ochropus), nagâț (Vanellus vanellus).